# Sylvester Berg
Alf Sylvester Berg Pedersen (* 27. Mai 1998 in Aarhus) ist ein dänischer Basketballspieler.

## Werdegang
Berg gab in der Saison 2015/16 für die Bakken Bears seinen Einstand in der ersten dänischen Liga, Basketligaen. 2017, 2018 und 2019 wurde er mit Bakken dänischer Meister, 2016 und 2018 des Weiteren dänischer Pokalsieger. Der Flügelspieler nahm mit der Mannschaft im Laufe der vier Spieljahre auch an den europäischen Vereinswettbewerben Basketball Champions League und FIBA Europe Cup teil. In der Saison 2018/19 wurde er als bester junger Spieler der dänischen Liga ausgezeichnet.
2019 wechselte Berg ins spanische Cáceres. In der Saison 2019/20 wurde er bei Torta del Casar Extremadura Cáceres in der viertklassigen Liga EBA eingesetzt, mit Beginn der Saison 2020/21 kam er zu Einsätzen beim Zweitligisten Cáceres Patrimonio de la Humanidad. Zur Saison 2021/22 wechselte er innerhalb der zweiten spanischen Liga zu Real Valladolid. Für Valladolid kam er im Mittel auf 4,2 Punkte und 2,9 Rebounds je Begegnung.
Auch HLA Alicante, das Berg im Juli 2022 unter Vertrag nahm, gehörte zum Teilnehmerfeld von Spaniens zweithöchster Spielklasse. Im Sommer 2023 kehrte er zu den Bakken Bears zurück. Mit der Mannschaft gewann er 2024 den europäischen Vereinswettbewerb European North Basketball League (ENBL) und die dänische Meisterschaft. 2025 wiederholte Berg mit Bakken den Gewinn der dänischen Meisterschaft.

### Nationalmannschaft
Im November 2020 gelang Berg mit Dänemark in der Europameisterschaftsqualifikation ein 80:76-Sieg über Litauen, was als große Überraschung eingestuft wurde.